# Гордон, Адам (умер в 1402)
Сэр Адам де Гордон (англ. Adam de Gordon; умер в 1402) — шотландский барон, лорд Гордон с 1391/1395 года.

## Биография
Он был сыном и наследником рыцаря сэра Джона де Гордона, барона Гордона, и его жены Элизабет Крукшенкс. Когда Георг I, граф Марч, перешел на сторону Англии, сэру Адаму Гордону была передана власть над его землями Гордон и Фого, что возвело его в ранг баронства, и в то же время сделало хранителем восточных марок.
Гордон также служил в дивизии шотландской армии, которая под командованием молодого Джеймса Дугласа, графа Дугласа, вторглась в Нортумберленд в 1388 году, Вторжение закончилось битвой при Оттерберне 19 августа, где Дуглас был убит  вместе со многими другими шотландскими дворянами. 18 июня того же года король Шотландии Роберт II предоставил ему хартию, подтверждающую ему и его наследникам земли Стратбоги, подаренные сэру Адаму де Гордону королем Робертом де Брюсом.

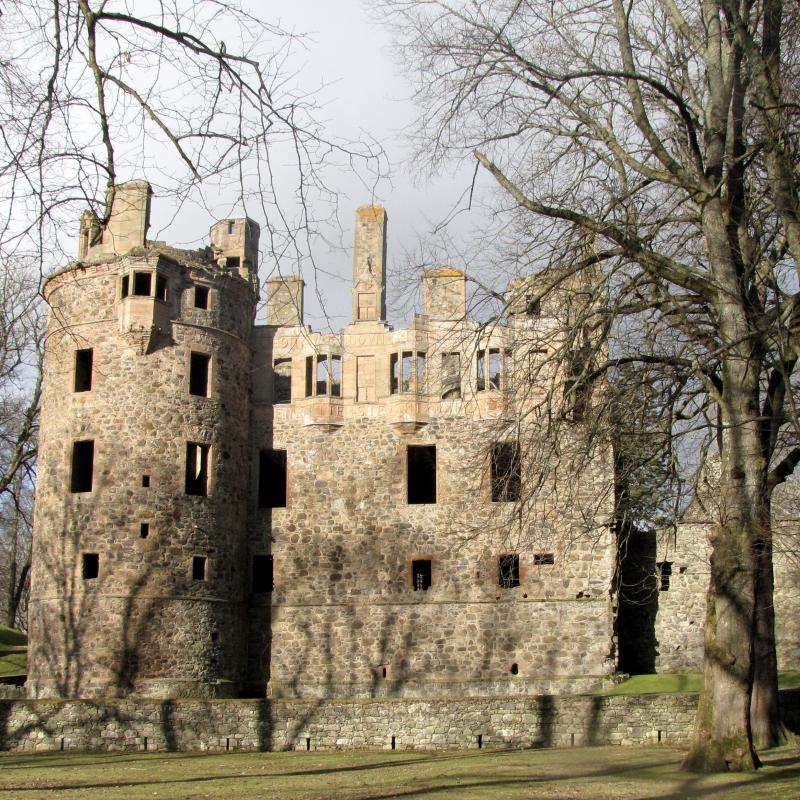
Замок Хантли, первоначально называвшийся Стратбоги, возведенный сэром Адамом де Гордоном

Гордон был включен в состав великой армии, с которой в 1402 году Арчибальд Дуглас, граф Дуглас, вторгся в Англию. Под руководством Генри Перси, графа Нортумберленда и его сына Хотспура, шотландцы беспрепятственно проникли к воротам Ньюкасла. На обратном пути они достигли Вулера, тогда приближение английской армии вынудило их занять позицию на Хомилдон-Хилл. Они потеряли терпение под обстрелом английских стрел. Сэр Джон де Суинтон, с которым Гордон враждовал, нетерпеливо потребовал извинения. Гордон упал на колени, попросил у Суинтона прощения и был тут же посвящен в рыцари своим примирившимся врагом. Они атаковали англичан во главе сотни всадников и учинили много резни, но были разбиты и убиты.

## Семья
Около 1380 года сэр Адам Гордон женился на Элизабет Кейт, дочери Уильяма Кейта, маришала Шотландии, и его жены Маргарет Фрейзер.  В этом браке родились:
- Джон Гордон (умер 7 марта 1408), лорд Гордон с 1402 года; наследовал своему отцу, но умер, не оставив потомства[4][5].
- Элизабет Гордон вышла замуж за Александра Сетона, сына сэра Уильяма Сетона из Сетона; унаследовав владения и титул брата[5].